# 刘捷 (1957年)
刘捷（1957年2月—），男，汉族，四川兴文人，中华人民共和国政治人物。西南师范大学地理学系地理专业毕业，中国科学院北京地理研究所经济地理（区域经济）专业学习理学硕士，辽宁大学企业管理专业研究生课程班经济学硕士学位。

## 生平
刘捷出生于兴文县九絲城鎮，家境贫寒，早年曾在江安县、兴文县就读小学与中学，具有领导才能，但高中毕业后，他并未直接升入大学，而是于1976年3月参加工作，成为四川省江安县磷肥厂的一名工人。以后历任四川石油管理局川南气矿4095钻井队江北大队工人、技术员，其后又转战教育界，先后担任兴文县德胜中学川南气矿子弟校、教育中心，中共宜宾地委党校的教师。
1988年8月，刘捷步入政坛，历任宜宾地区国土局国土综合开发规划科副科长、科长、副局长，并于1992年10月加入中国共产党。1992年3月，他外放至宜宾地区管辖的珙县，出任副县长；1992年9月，在中国科学院北京地理研究所经济地理（区域经济）专业深造学习，并最终获得理学硕士学位。1994年8月，任宜宾地区计委副主任、党委副书记，期间一度挂职任江苏省海门市市长助理、瑞祥镇党委副书记。1995年5月，任宜宾地区计委主任、党委副书记兼地区资源办主任。1997年2月，任宜宾市副市长。1998年2月，任中共宜宾市委常委、副市长（其间：2000年3月-2001年1月，在中共中央党校一年制中青班学习）。2001年3月，任中共宜宾市委副书记、市长。2003年3月，任四川省旅游局局长、党组书记。
2006年3月，刘捷再度外放地方，出任中共自贡市党委书记，翌年，他兼任同市人大常委会主任。2008年1月，调离自贡，出任四川省发展和改革委员会主任、党组书记，省西部开发办主任，并于2009年12月兼任四川省物价局局长。
2011年9月，升任四川省人民政府副省长、党组成员。2017年1月，刘捷退居二线，当选四川省政协副主席。翌年1月，当选为四川省人大常委会副主任。